# KTX-I
A KTX-I egy dél-koreai nagysebességű villamosmotorvonat-sorozat. A járművek francia TGV Réseau módosított változatai. Összesen 46 szerelvény készült el, ebből 12 még Franciaországban, az Alstomnál, a maradék 34 pedig már Dél-Koreában a Rotemnél. A vonatok 2004. április 1-je óta vannak rendes utasforgalomban a Korail nagysebességű KTX hálózatán.